# Koserow
Seebad Koserow (niederdeutsch Kausro) ist eine Gemeinde auf der Insel Usedom direkt am Ufer der Ostsee und des Achterwassers. Sie wird vom Amt Usedom-Süd mit Sitz in der Stadt Usedom verwaltet. Bis 2005 war die Gemeinde Sitz des Amtes Usedom-Mitte.

## Geografie

### Lage

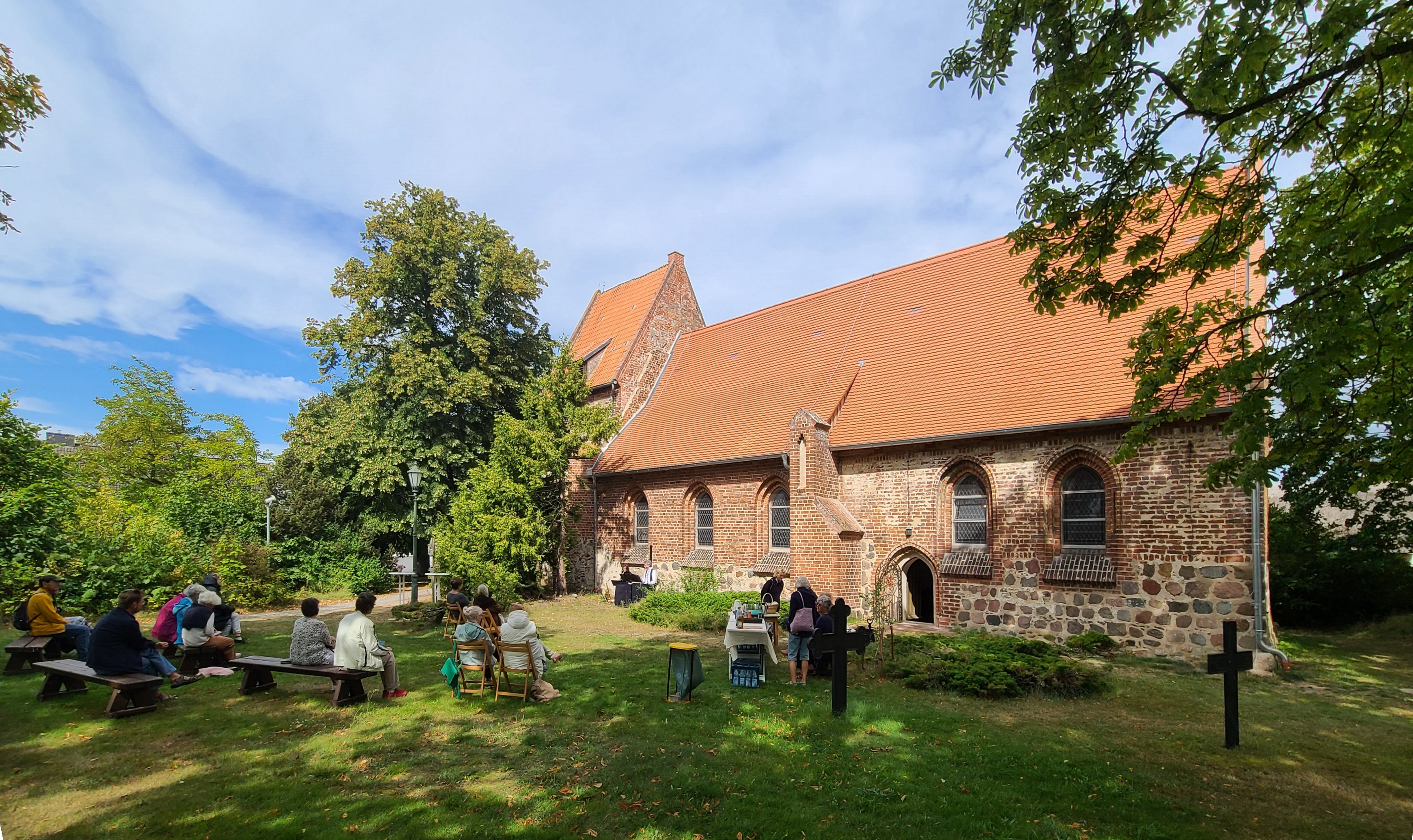
Kirche Koserow

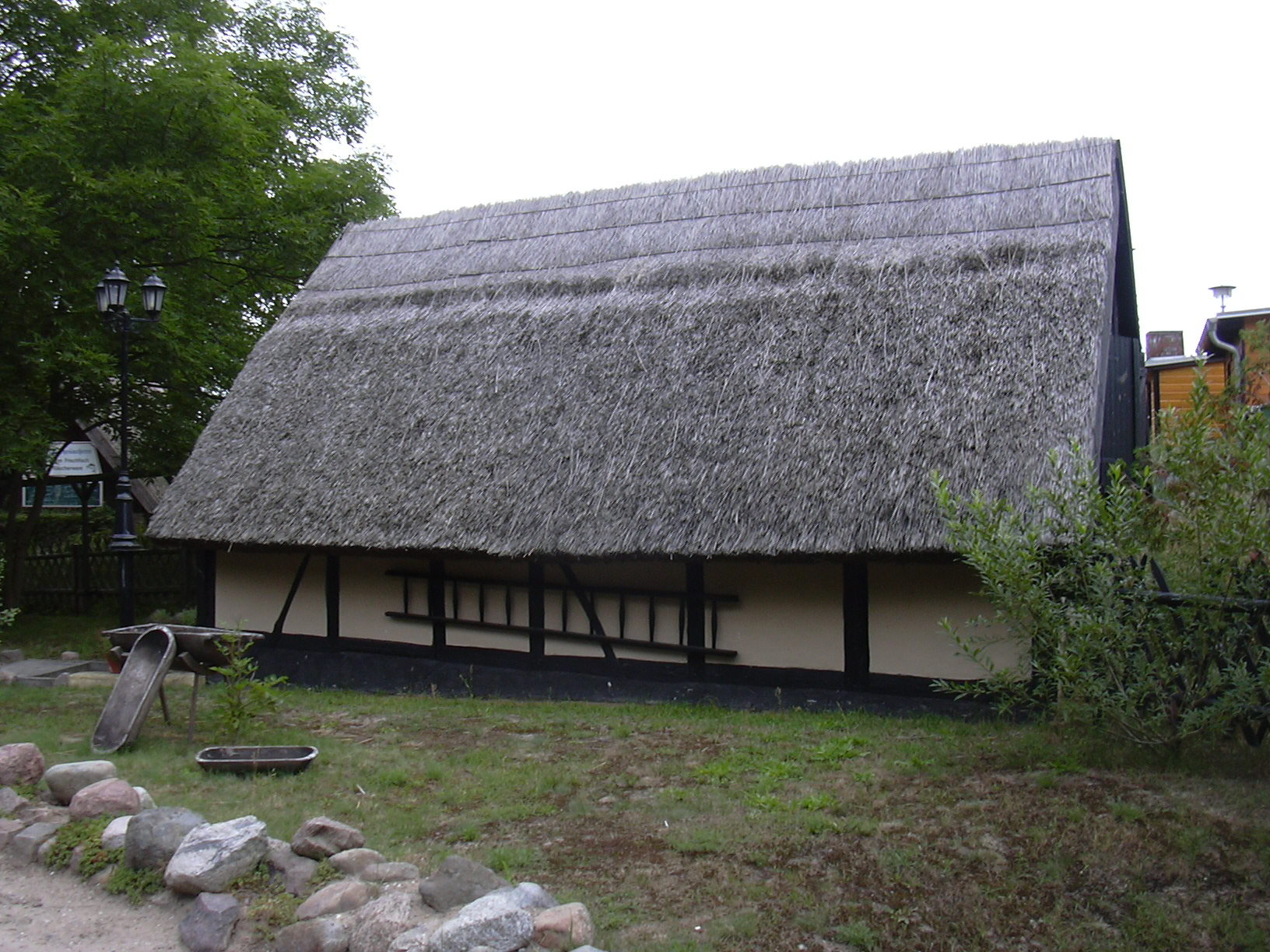
Koserower Salzhütte

Koserow liegt an der schmalsten Stelle der Landenge zwischen Nord- und Süd-Usedom an der Bundesstraße 111. Der größte Teil der Ostseeküste von Koserow ist Steilküste, mit dem dicht bewaldeten Streckelsberg (ca. 58 Meter über NN) als höchstem Punkt, an dessen Hängen der Ort liegt. Nur im nordwestlichen Abschnitt, Richtung Zempin, wo sich auch der Hauptstrand und die Seebrücke befinden, flacht die Küste ab.
Koserows Nachbargemeinden sind Zempin im Nordwesten und Loddin im Südosten. Zirka 16 Kilometer südöstlich liegt das Seebad Ahlbeck und sechs Kilometer nordwestlich liegt Zinnowitz.

### Ortsteile
- Koserow

Wüstungen und Wohnplätze im Gemeindebereich
- Damerow (Wüstung)
- Lüttenort (Wohnplatz)
- Forsthaus Damerow (Wohnplatz)

## Geschichte

### Koserow
Koserow wurde 1347 erstmals als „Cuzerowe“ und „Kuzerowe“ urkundlich erwähnt, die Kirche ist aber älter. Der Name stammt aus dem Slawischen und bedeutet so viel wie „Sandboden, auf dem nur Ziegen (= Koze) leben können“.
Der Ort wurde im Dreißigjährigen Krieg geplündert und die Kirchenglocke wurden verschleppt – man fand sie später in der Swine wieder. Mit dem Westfälischen Frieden von 1648 geriet Vorpommern und somit auch der Ort Koserow unter schwedische Herrschaft, nachdem der Ort vorher zum Herzogtum Pommern gehörte. Nach dem Frieden von Stockholm vom 1. Februar 1720 wurde die Insel Usedom und somit auch der Ort Koserow preußischer Besitz. Nach der Verwaltungsreform 1815 kam Koserow zur preußischen Provinz Pommern und gehörte von 1818 bis 1945 zum Landkreis Usedom-Wollin.
Der Streckelsberg war nach den Kriegszeiten bis 1810 für den Brennholzbedarf der Koserower weitgehend gerodet. Der aus Sand bestehende Berg erodierte danach stark, der Sand wehte bis in den Ort. 1818 bis 1819 wurde die Bevölkerung zur Wiederaufforstung verpflichtet. So entstand nach und nach der Bürger- und Kurpark. Ausgedehnte Wanderwege und schöne Aussichtspunkte entstanden und bis 1827 erfolgte auch die Bepflanzung des Kliffhinterlandes.
Vor Swinemünde entstanden die 1020 m lange Westmole und die 1372 m lange Ostmole, wasserbautechnische Glanzleistungen, sie wurden 1823 im Rohbau und 1829 endgültig fertiggestellt. Für diese Molen wurden ab 1818 mit flachgehenden Fischerbooten und Steinzangen die auf dem Vinetariff vor Koserow-Damerow in großer Menge vorhandenen eiszeitlichen Steingeschiebe gehoben und zum Molenbau nach Swinemünde gebracht. Der Sage nach waren es die Mauern und Fundamente der versunkenen Stadt Vineta.
Im Jahr 1820 wurden die ersten Salzhütten gebaut, um den gefangenen Fisch zu konservieren. Koserow zählte damals zu den ärmsten Gemeinden auf Usedom. Mehrere Sturmfluten trafen den Ort, so wurde bei dem verheerenden Ostseesturmhochwasser 1872 in der Nacht vom 12. zum 13. November die Insel Usedom zwischen Zempin und Koserow durchbrochen. Das Vorwerk Damerow wurde schwer beschädigt. Als im Februar 1874 eine schwächere Flut einsetzte, wurde das Vorwerk Damerow total zerstört und aufgegeben, weil auch große Mengen Treibsand von den Dünen zum Hinterland aufgespült wurden. Der Durchbruch wurde zwar alsbald beseitigt und später ein Damm von Zempin nach Koserow gebaut, aber erst in der neueren Zeit wurde eingedenk der damaligen Fluthöhe von bis zu 3,5 Meter der Deich mehr befestigt und erhöht. Erst danach wurde an Stelle des ehemaligen Vorwerks Damerow ein Forsthaus errichtet (heute Hotelanlage).
Laut PUM 1835 (Preußisches Urmesstischblatt) war Koserow ein Angerdorf, das sich auf das heutige alte Dorf um die Kirche herum beschränkte. Es hatte eine Holländerwindmühle und die Bootsstelle an der Küste, wo auch die Salzhütten errichtet waren. Bis 1880 entwickelte sich der Ort in Richtung Salzhütten zu einem Straßendorf. Bei den Hütten wurde die Strandhalle errichtet und das Damen- und Herrenbad ausgestaltet.
Am Streckelsberg waren bis 1880 viele Buhnen eingeschlagen, es wurde dann aber 1895 ein Schutzbau für das Kliff als Brandungsmauer begonnen, diese wurde 1914 bis 1915 modernisiert und verlängert. In den 1930er Jahren wurde sie in kompakter Betonbauweise neu erbaut, aber nach Einbrüchen und Unterspülungen dieser Beton- und Feldsteinmauer nach 1996 bis 1998 total erneuert unter Verwendung der alten Bauteile. Vorspülung von Strandsand und die Errichtung der vorgelagerten Brandungsbarrieren aus Spaltsteinen vervollständigten den Schutz des Kliffs am Streckelsberg.
Am 1. Juni 1911 erhielt Koserow einen Bahnhof (am Ortsausgang in Richtung Achterwasser).
In der Zeit des Nationalsozialismus bestand in Koserow eine Gauschule der NSV. Während des Zweiten Weltkrieges wurde die damalige Seebrücke im Eiswinter zerstört.
1940 wurden auf dem Streckelsberg zwei Hochbunker für die HVA Peenemünde errichtet. Der eine Bunker war als Beobachtungs- und Messbunker für die in Richtung Leba abgeschossenen A 4-Raketen (V 2) gebaut und der zweite als Flakhochbunker zum Schutz der HVA. Beide wurden 1945 gesprengt, aber die Sprengungen bewirkten nur ein Umsinken der Bunker. Der vordere (zum Kliff) Beobachtungsbunker stürzte um 1970 am Kliff ab und der Flakbunker um 1980. Beide wurden am Strand zerstört und beseitigt.
Von 1945 bis 1952 bildete die Gemeinde, mit dem nach dem Zweiten Weltkrieg bei Deutschland verbliebenen Teil des Landkreises Usedom-Wollin, den Landkreis Usedom im Land Mecklenburg. Dieser ging im Jahr 1952 im Kreis Wolgast im Bezirk Rostock auf.

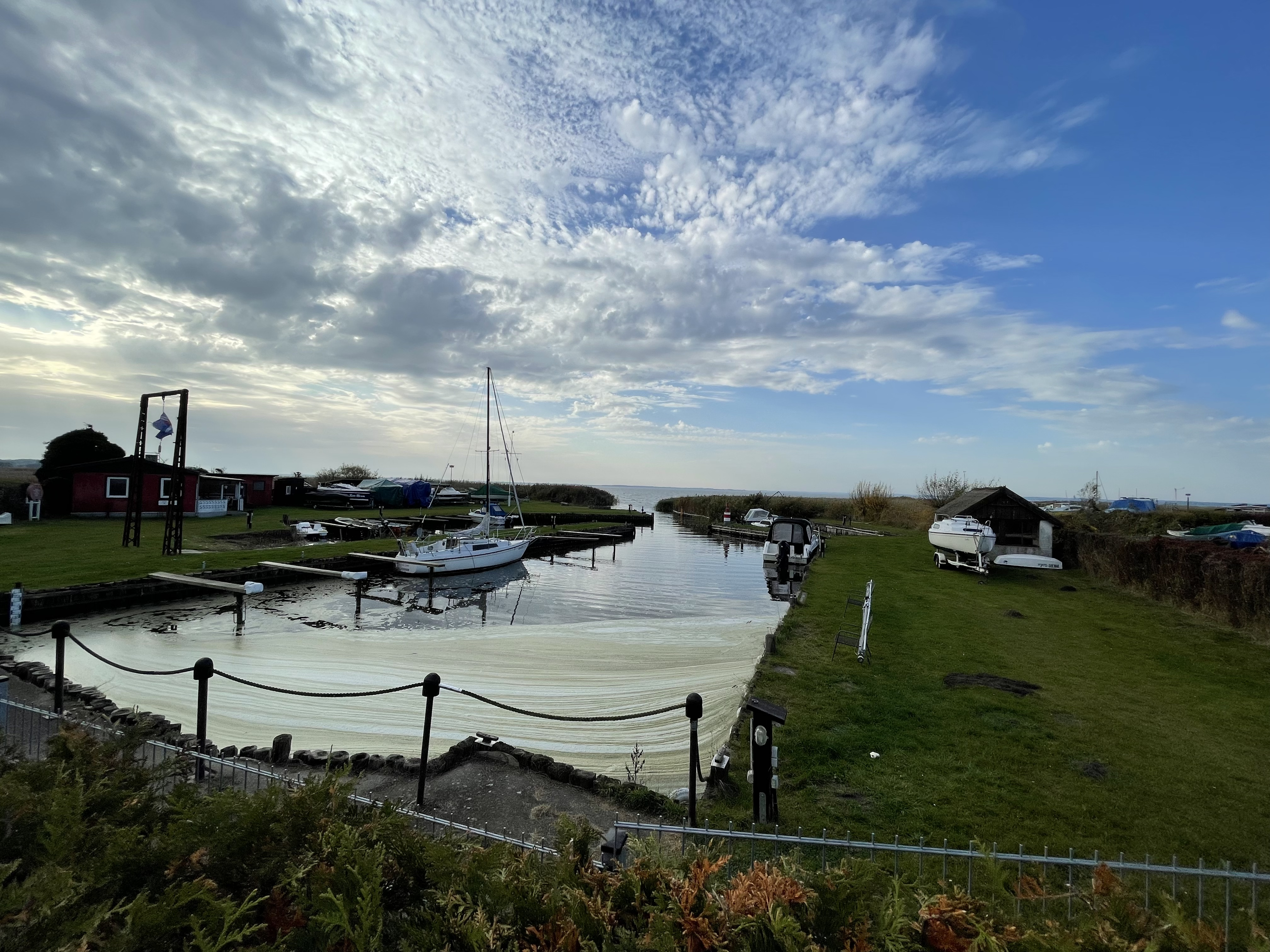
Bootshafen Koserow am Achterwasser

1964 schlossen sich 23 Koserower zum Dorfklub Koserow-Bootsgemeinschaft zusammen und hoben zunächst in Handarbeit ein Hafenbecken für einen Flachwasserhafen am Achterwasser aus.
In den 1970er Jahren wurde ab Lüttenort bis zum Bahnhof Koserow eine Umgehungsstraße der B 111 für Koserow gebaut. Damit wurde der Ort beträchtlich entlastet, da die Ortsstraße sehr schmal, kreuzungs- und abzweigungsreich war.
Von 1993 bis 2013 verfügte die Gemeinde über eine neue Seebrücke mit einem Promenadenplatz. Aufgrund von Bauschäden war die Seebrücke ab August 2013 teilweise gesperrt und im November 2019 begann der Abriss. Am 22. Juni 2021 wurde die neue 280 Meter lange Seebrücke mit Schiffsanlegestelle und Sitzmöglichkeiten als „Sonnenaufgangskino“ in Betrieb genommene.
In 1993 erhielt Koserow den Titel „Staatlich anerkanntes Seebad“; der Ort hatte zu DDR-Zeiten mit dem Slogan Koserow – Das Juwel der Ostsee geworben. Die denkmalgeschützten Salzhütten wurden für den Tourismus (Gaststätten, Geschäfte usw.) hergerichtet.
Die Gemeinde gehört seit dem Jahr 1990 zum Land Mecklenburg-Vorpommern. Von 1994 bis 2011 gehörte sie zum Landkreis Ostvorpommern, welcher am 4. September 2011 im Landkreis Vorpommern-Greifswald aufging.

### Damerow (Wüstung)
Damerow wurde als solches 1500 erstmals urkundlich genannt. Es lag auf der moorigen schmalen Landenge zwischen Zempin und Koserow. In der Nacht vom 12. zum 13. November 1872 durchbrach die Sturmflut die Landenge und teilte die Insel. Dabei wurde der Ort Damerow schwer beschädigt. 14 Monate später zerstörte eine erneute Flut den ungeschützten Ort total.
Nachdem der Durchbruch geschlossen und stufenweise der große Deich gebaut war, wurde in Richtung Koserow ein Forsthaus mit dem Namen Damerow errichtet. 1911 war dann auch die Bahnstrecke Wolgast – Ahlbeck parallel zu Straße und Deich durch das Gebiet der Wüstung fertiggestellt.
Der Künstler Otto Niemeyer-Holstein legte sich im Gebiet der ehemaligen Wüstung Damerow ein Gehöft mit Atelier und kleinem Hafen an und nannte es „Lüttenort“. Heute ist sein Gehöft ein Museum.
Am Standort des ehemaligen Forsthauses Damerow entstand zu DDR-Zeiten eine große und sehr beliebte Gaststätte, die sich „Forsthaus Damerow“ nannte. Im Umfeld entstand eine Betriebsferienanlage, die nach 1990, wie auch die Gaststätte modernisiert und erweitert wurde. Diese Anlage, wie auch Lüttenort zählen aber nicht als bestehende Wohnplätze, sondern sind voll nach Koserow integriert.

## Bevölkerung
| Jahr | Einwohner |
| ---- | --------- |
| 1990 | 1667      |
| 1995 | 1559      |
| 2000 | 1658      |
| 2005 | 1685      |
| 2010 | 1669      |
| 2015 | 1745      |

| Jahr | Einwohner |
| ---- | --------- |
| 2020 | 1703      |
| 2021 | 1718      |
| 2022 | 1730      |
| 2023 | 1689      |

Stand: 31. Dezember des jeweiligen Jahres

## Politik

### Gemeindevertretung
Die Gemeindevertretung von Koserow besteht aus 12 Mitgliedern. Die Kommunalwahl am 9. Juni 2024 führte bei einer Wahlbeteiligung von 63,4 % zu folgendem Ergebnis:
| Partei / Wählergruppe               | Stimmenanteil 2019 | Sitze 2019 |  | Stimmenanteil 2024 | Sitze 2024 |
| ----------------------------------- | ------------------ | ---------- |  | ------------------ | ---------- |
| Handwerker- und Gewerbeverein (HGV) | 49,0 %             | 6          |  | 50,6 %             | 6          |
| CDU                                 | 29,6 %             | 3          |  | 30,9 %             | 4          |
| SPD                                 | 21,5 %             | 3          |  | 15,1 %             | 2          |
| Einzelbewerber Bernd Schulze        | –                  | –          |  | 03,4 %             | –          |
| Insgesamt                           | 100 %              | 12         |  | 100 %              | 12         |

### Bürgermeister
- seit 2014: René König (HGV)[6]

Am 26. Mai 2019 wurde König mit 84,9 % der gültigen Stimmen wiedergewählt. Bei der Bürgermeisterwahl am 9. Juni 2024 wurde er ohne Gegenkandidat mit 90,9 % der gültigen Stimmen in seinem Amt bestätigt. Seine Amtszeit beträgt fünf Jahre.

Logo von Koserow

### Wappen, Flagge, Dienstsiegel
Die Gemeinde verfügt über kein amtlich genehmigtes Hoheitszeichen, weder Wappen noch Flagge. Als Dienstsiegel wird das kleine Landessiegel mit dem Wappenbild des Landesteils Vorpommern geführt. Es zeigt einen aufgerichteten Greifen mit aufgeworfenem Schweif und der Umschrift „GEMEINDE OSTSEEBAD KOSEROW * LANDKREIS VORPOMMERN-GREIFSWALD“.
Die Gemeinde nutzt lediglich ein wappenähnliches Logo.

## Sehenswürdigkeiten
- Kirche Koserow, Back- und Feldsteinkirche aus dem 13. Jahrhundert
- Salzhütten am Strand zur Konservierung von Fisch
- Seebrücke (261 Meter lang)
- Streckelsberg (eine der höchsten Erhebungen auf Usedom, ca. 60 Meter), auf ihm befanden sich zwei viergeschossige Betontürme, die vor 1945 als Flakhochbunker und zur Beobachtung der Flugbahn der von Peenemünde aus nach Łeba startenden Raketen dienten. Nach Kriegsende wurden beide Türme gesprengt, wobei sie nicht zerstört wurden, sondern nur umkippten. So bildeten sie jahrzehntelang ein charakteristisches Ruinendenkmal. Der küstennahe Bunker stürzte in den 1970er Jahren die Steilküste hinab und wurde entsorgt. Ende der 1990er Jahre wurde der verbliebene Bunker aus Sicherheitsgründen entfernt, auch er drohte abzustürzen.
- Lüttenort, ehemaliges Wohnhaus und Atelier (heute Museum mit Skulpturen-Garten) des Malers Otto Niemeyer-Holstein auf halber Strecke nach Zempin
- Riegeldeich zwischen Koserow und Zempin an der Stelle, wo 1872 die Ostsee die Insel zum Achterwasser durchbrochen hatte, auf ihm der Usedom-Radweg

## Tourismus
Der (überwiegend saisonale) Fremdenverkehr ist der bedeutsamste Wirtschaftsfaktor der Gemeinde. Der breite feinkörnige flache Sandstrand ist für Familien ideal. Die am Streckelsberg bis zu 60 Meter hohe bewaldete Steilküste ist für Wanderungen geeignet. Von der Seebrücke aus verkehren Schiffe der Adler-Linie. Parallel zur Küste verläuft ein Radwanderweg, der die Küstenorte miteinander verbindet. Touristenquartiere werden von Hotels und vielen privaten Zimmervermietungen angeboten. Koserow gehört gemeinsam mit Ückeritz, Loddin und Zempin dem Vereinsverbund Usedomer Bernsteinbäder an, dessen Ziel die gemeinsame touristische Vermarktung ist. Die Gemeinde erhebt eine Kurtaxe.

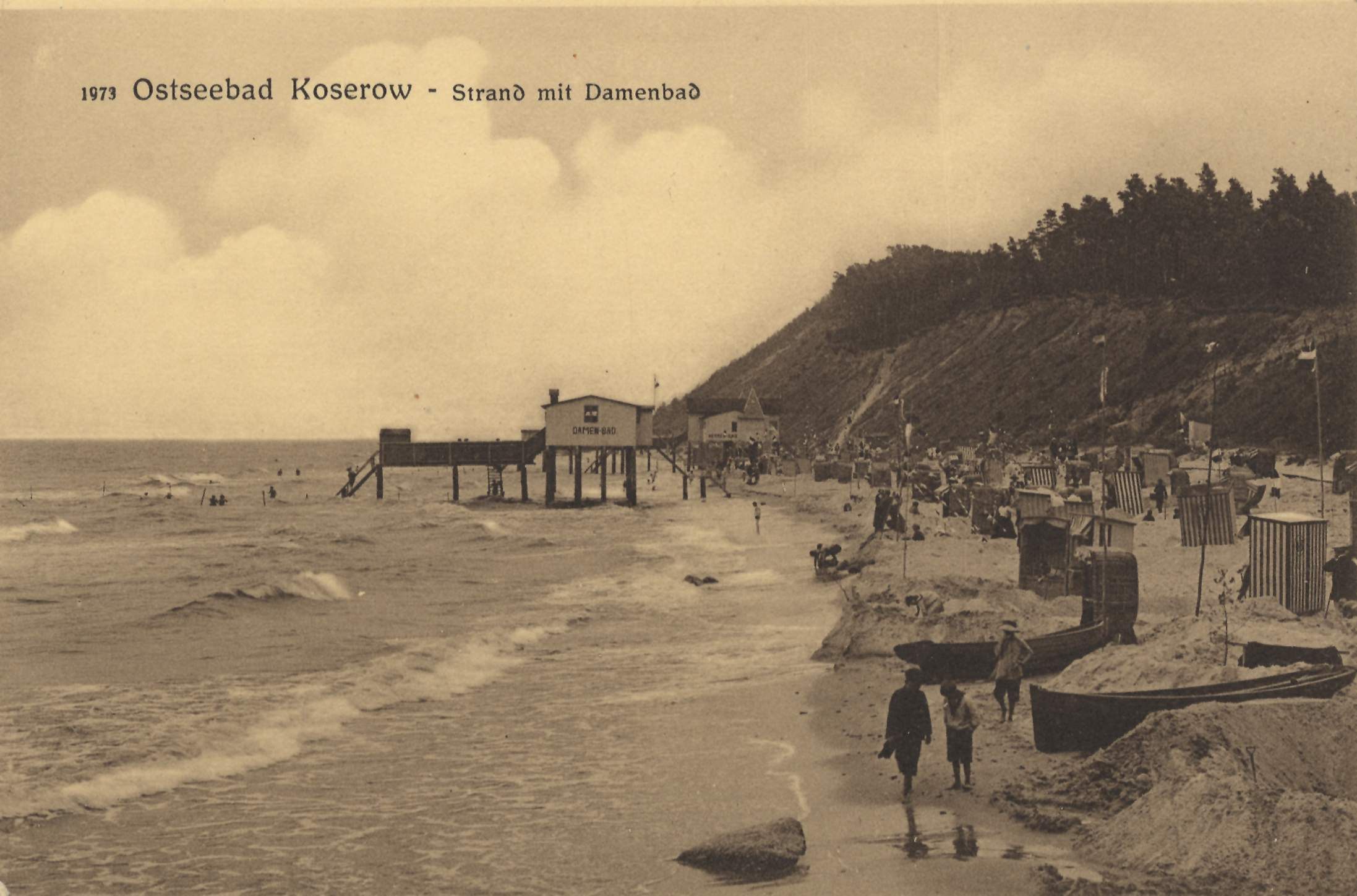
Postkarte Koserow: Strand mit Damenbad

Die ersten Anfänge des Badetourismus in Koserow datieren etwa auf die Mitte des 19. Jh. Die erste Seebadeanstalt öffnete 1853 – sie wurde aber schon 1857 durch eine Sturmflut wieder zerstört. Als sich mit dem Chausseebau und dem Anschluss an das Eisenbahnnetz im Jahr 1911 die Reisemöglichkeiten verbesserten, nahm die Zahl der Badegäste stetig zu. Die Gemeinde wurde jedoch keine ernsthafte Konkurrenz für die Kaiserbäder im Osten der Insel. Zu DDR-Zeiten war Koserow, wie auch die anderen Usedomer Küstenorte ein beliebtes Urlaubsziel aller Bevölkerungsschichten, vor allem auch im Rahmen des gewerkschaftlich organisierten Tourismus. Auch bei Badegästen aus der Tschechoslowakei war Koserow mit seinem großen Zeltplatz sehr beliebt. Nach dem Mauerfall ging der Tourismus zurück, nahm dann aber wieder zu. Der Tourismus aus der Tschechoslowakei kam völlig zum Erliegen.
Der Campingplatz hat 150 Touristenstellplätzen. Der erste Usedomer Freizeitpark nach dem Konzept von Karls Erlebnis-Dorf wurde am 19. März 2016 eröffnet.

## Küstenschutz
Koserow befindet sich auf der schmalsten Stelle der Insel. Beim ehemaligen Vorwerk Damerow, das heute Teil der Gemeinde ist, ist die Landenge zwischen Ostsee und Achterwasser lediglich etwa 300 Meter breit. An dieser Stelle gab es immer wieder Durchbrüche mit einer Zweiteilung der Insel, so dass das Vorwerk Damerow schließlich aufgegeben werden musste. Überdies ist die bis zu 60 Meter hohe Steilküste stark von Erosion bedroht. Die Rückgangsrate beträgt hier etwa 90 Meter in 100 Jahren – gegenüber durchschnittlich 34 Metern/100 Jahre an der Küste von Mecklenburg-Vorpommern. Dem Küstenschutz kommt daher an diesem Teil der Küste eine besonders große Bedeutung zu. Der Küstenschutz wird durch ein Bündel von Maßnahmen umgesetzt.
In die Schorre sind hölzerne Buhnen gerammt, die bis zu 80 Meter ins Meer hinein reichen. Die Buhnenreihen erstrecken sich bis Zinnowitz im Nordwesten und Ückeritz im Südosten. Sie sollen die Brandungsströmung seewärts verlagern, die Wellenenergie reduzieren und ein Abschwämmen von Sand verhindern bzw. Sand akkumulieren.

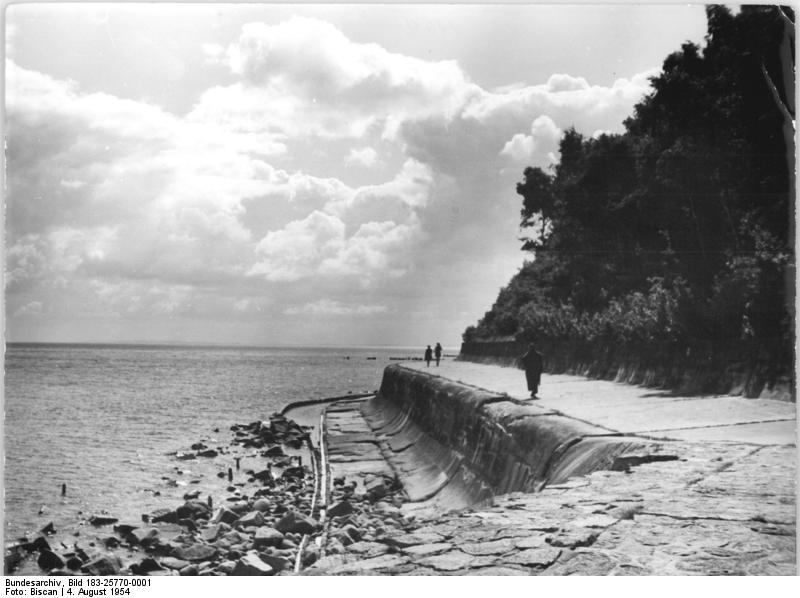
Alte Brandungsmauer am Streckelsberg, 1954

Der Streckelsberg war bis zum Anfang des 19. Jh. fast vollständig waldfrei. Da oberflächennah Sand ansteht, kam es zu windbedingten Umlagerungen von Sand, die für den Ort ein zunehmendes Problem darstellten. Diese Problematik wurde durch die Bewaldung des Streckelsberges 1818 bis 1819 nachhaltig gelöst.
Gegen den starken Küstenrückgang wurde Ende des 19. Jh. am Fuße des Streckelsbergs eine mehrere 100 Meter lange Uferschutzmauer errichtet. Diese punktuelle Lösung führte jedoch an den angrenzenden Küstenabschnitten zu verstärkter Erosion und zu einer Störung des natürlichen Profils der Schorre. Das Bauwerk hatte dennoch ein Jahrhundert lang Bestand. Erst in den 1990er Jahren wurde die inzwischen stark beschädigte Mauer entfernt. Als alternative Lösung, welche die Dynamik des gesamten Küstenbereichs stärker berücksichtigen sollte, wurden in einer Entfernung von 200 Metern von der Küste drei jeweils 200 Meter lange Wellenbrecher aufgeschüttet. Unterhalb des Streckelsbergs wurde Sand aufgespült und eine 615 Meter lange flache Schwergewichtsmauer errichtet. Damit konnte der Küstenrückgang aufgehalten werden, wenngleich in den angrenzenden Küstenbereichen weiterhin Sedimentdefizite bestehen. Ein weiterer Vorteil gegenüber der alten Brandungsmauer besteht darin, dass dieser Strandabschnitt nunmehr wieder touristisch genutzt werden kann.

## Verkehr
Mit der Bahn ist Koserow über die Strecke Züssow–Wolgaster Fähre–Swinemünde erreichbar. Von 1911 bis 1945 bestand eine Bahnanbindung von Ducherow über die bei Kriegsende teilweise zerstörte Karniner Brücke im Süden der Insel.

## Persönlichkeiten

### Söhne und Töchter des Ortes
- Wilhelm von Gaza (1883–1936), Chirurg
- Michael Jansen (1947–2022), Architekturhistoriker und Archäologe
- Barbara Wieck (* 1951), Leichtathletin und Olympiateilnehmerin
- Regine Lück (* 1954), Politikerin (Die Linke)

### Personen mit Bezug zum Ort
- Wilhelm Meinhold (1797–1851), Schriftsteller, 1821–1827 Pastor in Koserow
- Otto Niemeyer-Holstein (1896–1984), Maler, lebte in Lüttenort
- Franka Dietzsch (* 1968), Diskuswerferin, wuchs in Koserow auf